# عبد الله حسن البوعينين
المستشار عبد الله حسن البوعينين ، سياسي بحريني، رئيس المحكمة الدستورية منذ 16 يونيو 2022 وكان سابقاً نائباً لرئيس المجلس الأعلى للقضاء ورئيساً لمحكمة التمييز خلال الفترة 10 يوليو 2017 حتى 16 يونيو 2022. 

## حياته العلمية
حصل في سنة 1986 على شهادة ليسانس شريعة وقانون من جامعة الأزهر في جمهورية مصر العربية
حصل في سنة 1995 شهادة الماجستير في القانون من جامعة إسيت أنجيليا في المملكة المتحدة

## المناصب التي شغلها
في سنة 1995 عين قاضياً في المحكمة الصغرى المدنية
وفي سنة 2001 عين قاضياً بدرجة وكيل في المحكمة الكبرى المدنية
وفي سنة 2004 عين وكيلاً مساعداً لشؤون المحاكم والتوثيق
وفي سنة 2006 عين رئيساً لدائرة الشؤون القانونية والتي تغير أسمها إلى هيئة التشريع والرأي القانوني
وفي 10 يوليو 2017 أصدر الملك حمد بن عيسى آل خليفة ملك البحرين أمر ملكي بتعينه نائباً لرئيس المجلس الأعلى للقضاء ورئيساً لمحكمة التمييز بدرجة وزير وشغل المنصب حتى 16 يونيو 2022 
وفي 16 يونيو 2022 أصدر الملك حمد بن عيسى آل خليفة ملك البحرين أمر ملكي بتعينه رئيساً للمحكمة الدستورية بدرجة وزير ولمدة خمس سنوات 